# Per amore o per gioco
Per amore o per gioco è un album di Toto Cutugno pubblicato nel 1985.
Il disco contiene, fra gli altri, i brani Mi piacerebbe andare al mare e Serenata, quest'ultimo presentato dal cantante l'anno precedente al Festival di Sanremo.
Gli arrangiamenti dell'album sono curati da Pinuccio Pirazzoli.

## Tracce
- Mi piacerebbe... (andare al mare... al lunedì...) (testo e musica di Toto Cutugno)
- Azzurra malinconia (testo e musica di Toto Cutugno)
- C'est Venise (testo di Maurizio Piccoli; musica di Toto Cutugno)
- Hei... guarda chi c'è  (testo di Adelio Cogliati; musica di Toto Cutugno)
- Come mai (testo e musica di Toto Cutugno)
- Una donna come te (testo di Cristiano Minellono; musica di Toto Cutugno)

- Il cielo (testo di Cristiano Minellono; musica di Toto Cutugno)
- Anna (testo di Adelio Cogliati; musica di Toto Cutugno)
- Mademoiselle ça va (testo e musica di Toto Cutugno)
- Serenata (testo di Vito Pallavicini; musica di Toto Cutugno)
- Because I Love You (testo di Paolo Steffan; musica di Toto Cutugno)
- Vivo (testo di Adelio Cogliati; musica di Toto Cutugno)

## Formazione
- Toto Cutugno – voce, chitarra, tastiera, pianoforte, sax
- Ronnie Jackson – chitarra, basso
- Paolo Steffan – tastiera, chitarra, basso
- Lele Melotti – batteria
- Roberto Barone – basso, cori
- Moreno Ferrara – chitarra, cori
- Gigi Cappellotto – basso
- Alfredo Golino – batteria
- Maurizio Preti – percussioni
- Gustavo Bregoli – tromba
- Sergio Errico – tromba
- Moreno Fassi – trombone
- Angelo Rolando – trombone
- Pinuccio Angelillo – sax
- Claudio Pascoli – sax
- Livio Macchia, Paola Orlandi, Lalla Francia, Vincenzo Draghi, Franco Fasano, Silvano Fossati, Marco Ferradini, Silvio Pozzoli – cori